# Jižní Sinaj
Jižní Sinaj (arabsky ممحافظة جنوب سيناء) je nejméně osídleným egyptským guvernorátem. Nachází se v jižní části Sinajského poloostrova na východě země. Hlavním městem guvernorátu je El-Tor.